# SIRUI
SIRUI（シルイ、中国語：思銳）は、2001年に創業した中華人民共和国広東省中山市のカメラ機器メーカー。主に三脚を製造販売する。「思銳」は中国語で、"Think about”を意味する。

## 概要
2001年に機械加工業者として中華人民共和国広東省中山市で創業。世界各地の三脚・雲台メーカーなどから製造・加工を請け負っていた。2006年より自社製三脚・雲台ブランドを立ち上げ、アジア・欧米各国で販売を開始しており、中国ではベンロと並ぶ大手三脚メーカーとして知られる。三脚以外では雲台、防湿庫、カメラ用レンズ、スタビライザーなどを製造販売。

## 製品一覧

### アナモルフィックレンズ
同社は動画撮影用のアナモルフィックレンズを製造・販売している。シネマスコープサイズ（2.4:1）の映像をワイドサイズ（16:9）に圧縮記録することができる。

#### APS-C・スーパー35対応
- SIRUI 24mm f/1.8 1.33x Anamorphic Lens - 10群13枚、絞り羽根は8枚。最短撮影距離は0.6m。フィルター径は72mm。 対応マウントは、ソニーEマウント、ニコンＺマウント、キヤノンEF-Mマウント、富士フイルムXマウント、マイクロフォーサーズ。
- SIRUI 35mm f/1.8 1.33x Anamorphic Lens - APS-Cサイズのセンサーに対応。9群13枚、絞り羽根は10枚。最短撮影距離は0.85m。フィルター径は67mm。 対応マウントは、マイクロフォーサーズ。別売りアダプターリングを取り付けることで、ソニーEマウント、ニコンＺマウント、キヤノンEF-Mマウント、富士フイルムXマウントにも対応。

- SIRUI 50mm f/1.8 1.33x Anamorphic Lens - APS-Cサイズのセンサーに対応。8群11枚、絞り羽根は10枚。最短撮影距離は0.85m。フィルター径は67mm。対応マウントは、ソニーEマウント、富士フイルムXマウント、マイクロフォーサーズ。
- SIRUI 75mm f/1.8 1.33x Anamorphic Lens - APS-Cサイズのセンサーに対応。12群16枚、絞り羽根は13枚。最短撮影距離は1.2m。フィルター径は67mm。対応マウントは、ソニーEマウント、ニコンＺマウント、キヤノンEF-Mマウント、富士フイルムXマウント、マイクロフォーサーズ。

#### フルサイズ対応
- SIRUI Venus 35mm T2.9 1.6x Fullsize Anamorphic Lens - 13群18枚、絞り羽根は10枚。最短撮影距離は0.9m。フィルター径は82mm。 対応マウントは、ソニーEマウント、ニコンＺマウント、キヤノンRFマウント、Lマウント。
- SIRUI Venus 50mm T2.9 1.6x Fullsize Anamorphic Lens - 13群16枚、絞り羽根は10枚。最短撮影距離は0.75m。フィルター径は82mm。 対応マウントは、ソニーEマウント、ニコンＺマウント、キヤノンRFマウント、Lマウント。
- SIRUI Venus 75mm T2.9 1.6x Fullsize Anamorphic Lens - 13群15枚、絞り羽根は10枚。最短撮影距離は0.85m。フィルター径は82mm。 対応マウントは、ソニーEマウント、ニコンＺマウント、キヤノンRFマウント、Lマウント。
- SIRUI Venus 100mm T2.9 1.6x Fullsize Anamorphic Lens - 13群15枚、絞り羽根は13枚。最短撮影距離は0.93m。フィルター径は82mm。 対応マウントは、ソニーEマウント、ニコンＺマウント、キヤノンRFマウント、Lマウント。
- SIRUI Venus 135mm T2.9 1.8x Fullsize Anamorphic Lens - 11群16枚、絞り羽根は12枚。最短撮影距離は0.9m。フィルター径は82mm。 対応マウントは、ソニーEマウント、ニコンＺマウント、キヤノンRFマウント、Lマウント。

### シネマレンズ

#### フルサイズ対応
- SIRUI Jupiter 28-85mm T3.2 フルフレーム マクロ シネズームレンズ
- SIRUI Jupiter 24mm T2 フルフレーム マクロ シネレンズ
- SIRUI Jupiter 35mm T2 フルフレーム マクロ シネレンズ
- SIRUI Jupiter 50mm T2 フルフレーム マクロ シネレンズ
- SIRUI Jupiter 75mm T2.8 フルフレーム マクロ シネレンズ
- SIRUI Jupiter 100mm T2.8 フルフレーム マクロ シネレンズ

#### APS-C・スーパー35対応

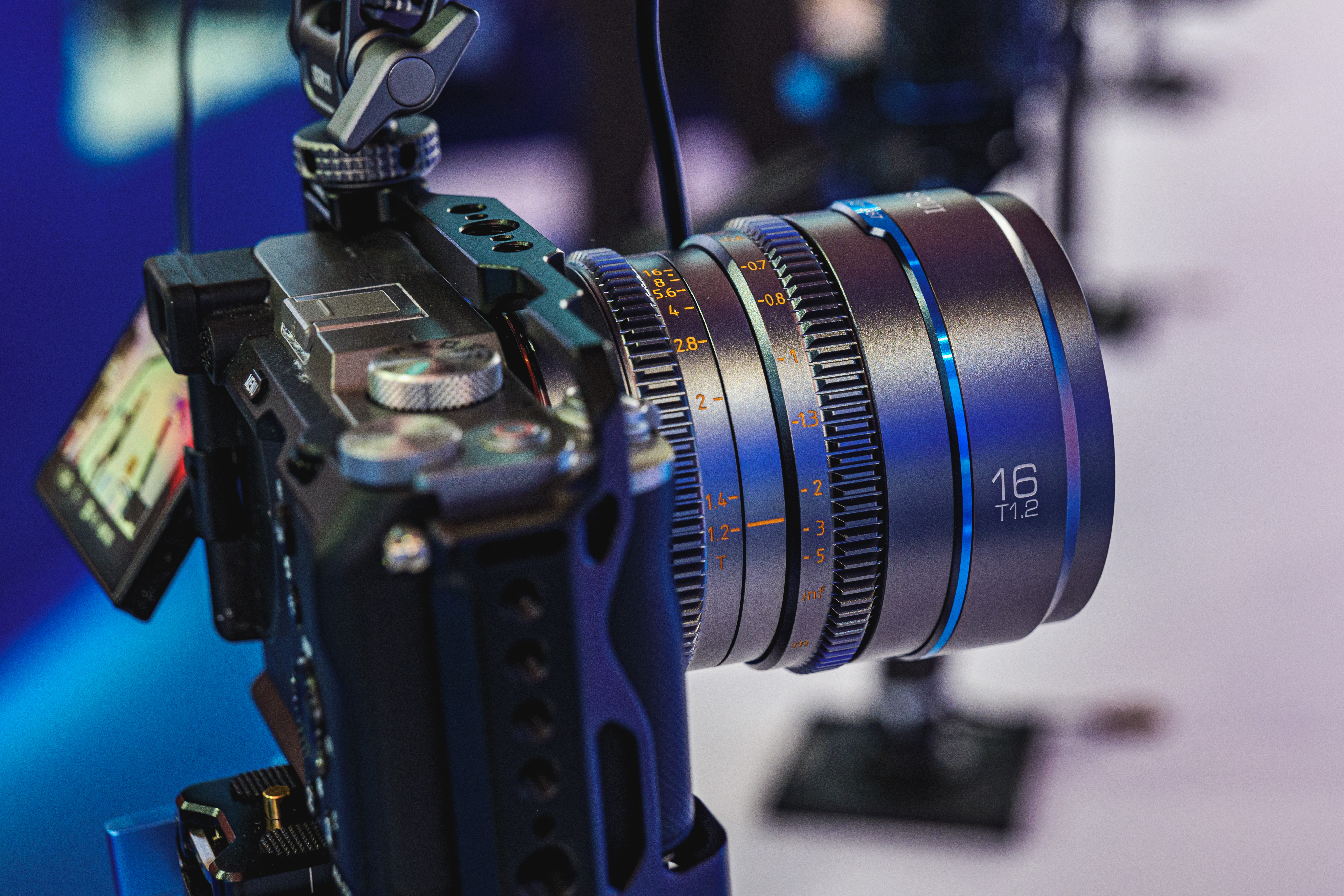
Night Walker 16mm S35 T1.2

- SIRUI Night Walker 24mm T1.2
- SIRUI Night Walker 35mm T1.2
- SIRUI Night Walker 55mm T1.2

### オートフォーカスレンズ

#### APS-C・スーパー35対応

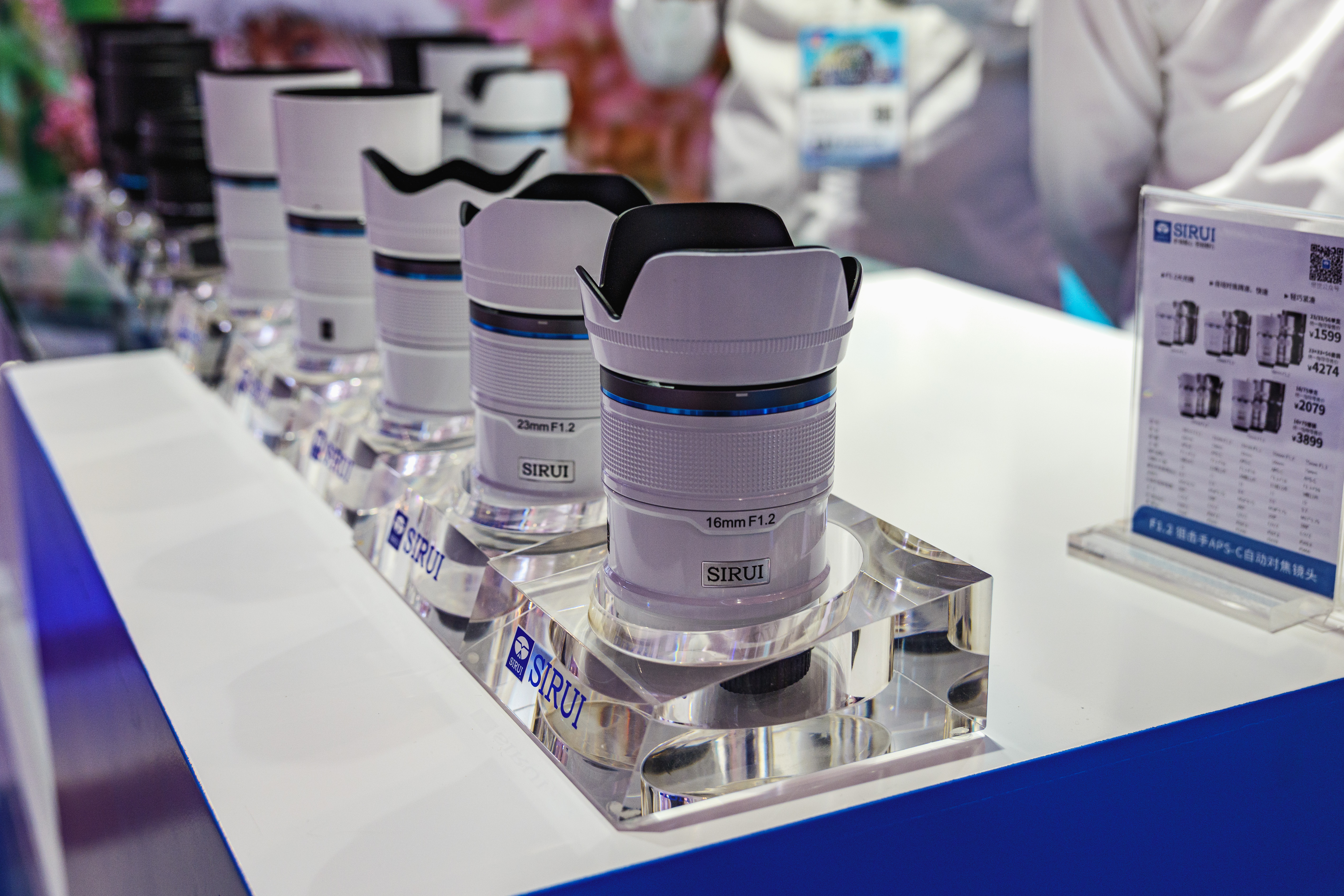
Sniperシリーズ

- SIRUI Sniper 16mm F1.2 APS-Cフレーム オートフォーカスレンズ
- SIRUI Sniper 23mm F1.2 APS-Cフレーム オートフォーカスレンズ
- SIRUI Sniper 33mm F1.2 APS-Cフレーム オートフォーカスレンズ
- SIRUI Sniper 56mm F1.2 APS-Cフレーム オートフォーカスレンズ
- SIRUI Sniper 75mm F1.2 APS-Cフレーム オートフォーカスレンズ

#### フルサイズ対応
- SIRUI AURORA 85mm F1.4 Fullフレーム オートフォーカスレンズ

### アダプター
- SIRUI 1.25x Anamorphic Adapter - アナモルフィックレンズに使用すると、スクイーズ比が2倍になり、より広角に撮ることができるようになるアダプター。通常の球面レンズに使用するとアナモルフィックに変換される。62,72,77mmの3種類のステップダウンリングと92mmのステップアップリングが付属。
- SIRUI 1.33x S35 シリーズ アナモフィック レンズ
- SIRUI Jupiter E/RF アダプター

### 三脚
各種シリーズには、アルミ製のものとカーボン製のものが存在する。
- 3Tシリーズ - テーブル三脚の3Tシリーズ。
- Aシリーズ - 軽量コンパクト多機能三脚。
- T-0Sシリーズ - ミラーレスに最適、小型軽量三脚。

- Traveler シリーズ - 脚を反転してコンパクトに収納できる旅行三脚。センターポール取り外し可能。7シリーズでは、脚を取り外し一脚としても使用可能。
- ST シリーズ - ミラーレス用に開発された軽量三脚。防水仕様。
- AR/CTシリーズ - 固定ベースとレベリングベースがひとまとめになった三脚。
- RXシリーズ - 大型三脚。安定性を重視した三脚。ボールレベラー式雲台に対応。
- SHシリーズ - 75mmのボウルを備え油圧雲台付きのビデオ三脚

### 一脚
各種シリーズには、アルミ製のものとカーボン製のものが存在する。
- Pシリーズ - 軽量な一脚
- PSシリーズ - 場所を選ばない自立式一脚

### 雲台
アルカスイス規格に互換性がある。三脚や一脚のセットで販売されているものも有る。
- KXシリーズ - ハイエンドモデルの自由雲台。
- GXシリーズ - ベーシックモデルの自由雲台。
- Eシリーズ - 小型自由雲台。
- Lシリーズ - 一脚に最適化されたビデオ雲台。
- PHシリーズ - アーム部分にカーボンを採用した軽量ジンバル雲台。
- VH/VAシリーズ - ビデオ雲台。
- 特殊雲台 - スライドアーム、4WAY、パノラマ、レベリングなど。

### アクセサリ
- TYシリーズ - 各種カメラに対応した専用プレート。アルカスイス規格に対応。

### 防湿庫
- HCシリーズ - 50L、70L、110Lの3種類。温度・湿度確認用のLCDスクリーン搭載。LEDライト搭載。

### LEDライト
- C60 - バッテリー駆動可能なLEDライト。

### スタビライザー
- Swift シリーズ - スマートフォン、ミラーレスカメラ用のスタビライザー。